# Kỳ Lân (chòm sao)
Chòm sao Kỳ Lân (tiếng Trung: 麒麟; Hán-Việt: Kỳ Lân Tỏa,  tiếng Latinh: Monoceros) là một trong 88 chòm sao hiện đại, mang hình ảnh con kì lân.
Chòm sao này có diện tích 482 độ vuông, nằm trên thiên cầu nam, chiếm vị trí thứ 35 trong danh sách các chòm sao theo diện tích.
Chòm sao Kỳ Lân nằm kề các chòm sao, Đại Khuyển, Tiểu Khuyển, Song Tử, Trường Xà, Thiên Thố, Lạp Hộ, Thuyền Vĩ.

## Thiên thể
Các thiên thể đáng quan tâm
- Sao biến đổi U Mon
- Sao đôi β Mon
- Tinh vân khuếch tán NGC 2261
- Tinh vân khuếch tán Hình Nón, ký hiệu NGC 2264
- Tinh vân khuếch tán Roseta, ký hiệu NGC 2237
- Cụm sao mở M 50
- Cụm sao mở NGC 2301
- Cụm sao mở NGC 2232
- Cụm sao mở NGC 2237
- Cụm sao mở NGC 2264 hay còn gọi là Cây Thông Noel
- Sao biến quang V838 Monocerotis